# Puchar Liechtensteinu w piłce nożnej (2008/2009)
Puchar Liechtensteinu w piłce nożnej (2008/2009) – sześćdziesiąta czwarta edycja tych rozgrywek.  Osiemnaście drużyn z siedmiu klubów  rywalizowało o awans do drugiej rundy kwalifikacyjnej Ligi Europejskiej UEFA. Obrońcą tytułu był FC Vaduz, który tryumfował w tym pucharze nieprzerwanie od 1998 roku.

## Uczestnicy turnieju
| Drużyny rozpoczynające turniej od ćwierćfinału           | Drużyny rozpoczynające turniej od II rundy eliminacyjnej | Drużyny rozpoczynające turniej od I rundy eliminacyjnej |
| -------------------------------------------------------- | -------------------------------------------------------- | --- |
| - FC Ruggell - USV Eschen/Mauren - FC Vaduz - FC Balzers | - FC Schaan - FC Triesenberg                             | - FC Vaduz III - FC Balzers II - FC Triesen - USV Eschen/Mauren II - USV Eschen/Mauren III - FC Vaduz II - FC Triesenberg II - FC Balzers III - FC Triesen III - FC Triesen II - FC Schaan II - FC Ruggell II |

## I runda eliminacyjna
W I rundzie eliminacyjnej wzięły udział drużyny rezerw (prócz FC Triesen). Gospodarzami jedynego meczu były drużyny grające w niższej klasie rozgrywkowej w dniu losowania. 

Pogrubiono nazwy drużyn, które awansowały do II rundy eliminacyjnej.
| Drużyna 1             | Wynik | Drużyna 2            |
| --------------------- | ----- | -------------------- |
| 26 sierpnia 2008      |       |                      |
| FC Vaduz III          | 1:8   | FC Balzers II        |
| FC Triesen            | 3:4   | USV Eschen/Mauren II |
| 27 sierpnia 2008      |       |                      |
| USV Eschen/Mauren III | 0:6   | FC Vaduz II          |
| FC Triesenberg II     | 5:0   | FC Balzers III       |
| FC Triesen III        | 1:5   | FC Schaan II         |
| 28 sierpnia 2008      |       |                      |
| FC Triesen II         | 0:2   | FC Ruggell II        |

## II runda eliminacyjna
W II rundzie eliminacyjnej uczestniczyły drużyny FC Schaan i FC Triesenberg i sześć drużyn z I rudy eliminacyjnej. Gospodarzami jedynego meczu były drużyny grające w niższej klasie rozgrywkowej w dniu losowania. 

Pogrubiono nazwy drużyn, które awansowały do ćwierćfinału.
| Drużyna 1         | Wynik | Drużyna 2            |
| ----------------- | ----- | -------------------- |
| 17 września 2008  |       |                      |
| FC Triesenberg II | 1:6   | FC Schaan II         |
| FC Vaduz II       | 3:0   | USV Eschen/Mauren II |
| FC Ruggell II     | 1:12  | FC Schaan            |
| 19 września 2008  |       |                      |
| FC Triesenberg    | 2:5   | FC Balzers II        |

## Ćwierćfinały
W ćwierćfinale uczestniczyły drużyny FC Ruggell, USV Eschen/Mauren, FC Balzers i obrońca tytułu FC Vaduz, oraz cztery drużyn z II rudy eliminacyjnej. Gospodarzami jedynego meczu były drużyny grające w niższej klasie rozgrywkowej w dniu losowania. 

Pogrubiono nazwy drużyn, które awansowały do półfinału.
| Drużyna 1            | Wynik | Drużyna 2         |
| -------------------- | ----- | ----------------- |
| 21 października 2008 |       |                   |
| FC Ruggell           | 0:5   | USV Eschen/Mauren |
| 22 października 2008 |       |                   |
| FC Balzers II        | 0:8   | FC Vaduz          |
| 28 października 2008 |       |                   |
| FC Schaan II         | 0:1   | FC Balzers        |
| 29 października 2008 |       |                   |
| FC Vaduz II          | 0:8   | FC Schaan         |

## Półfinały
W półfinale uczestniczyły drużyny czterech zwycięzców z ćwierćfinału. Gospodarzami jedynego meczu były drużyny grające w niższej klasie rozgrywkowej w dniu losowania. 

Pogrubiono nazwy drużyn, które awansowały do finału.
| Drużyna 1        | Wynik | Drużyna 2         |
| ---------------- | ----- | ----------------- |
| 28 kwietnia 2009 |       |                   |
| FC Schaan        | 0:5   | USV Eschen/Mauren |
| 29 kwietnia 2009 |       |                   |
| FC Balzers       | 0:5   | FC Vaduz          |

## Finał
Finał odbył się 21 maja 2009 na stadionie Rheinpark Stadion pomiędzy drużynami USV Eschen/Mauren i obrońcami tytułu FC Vaduz.

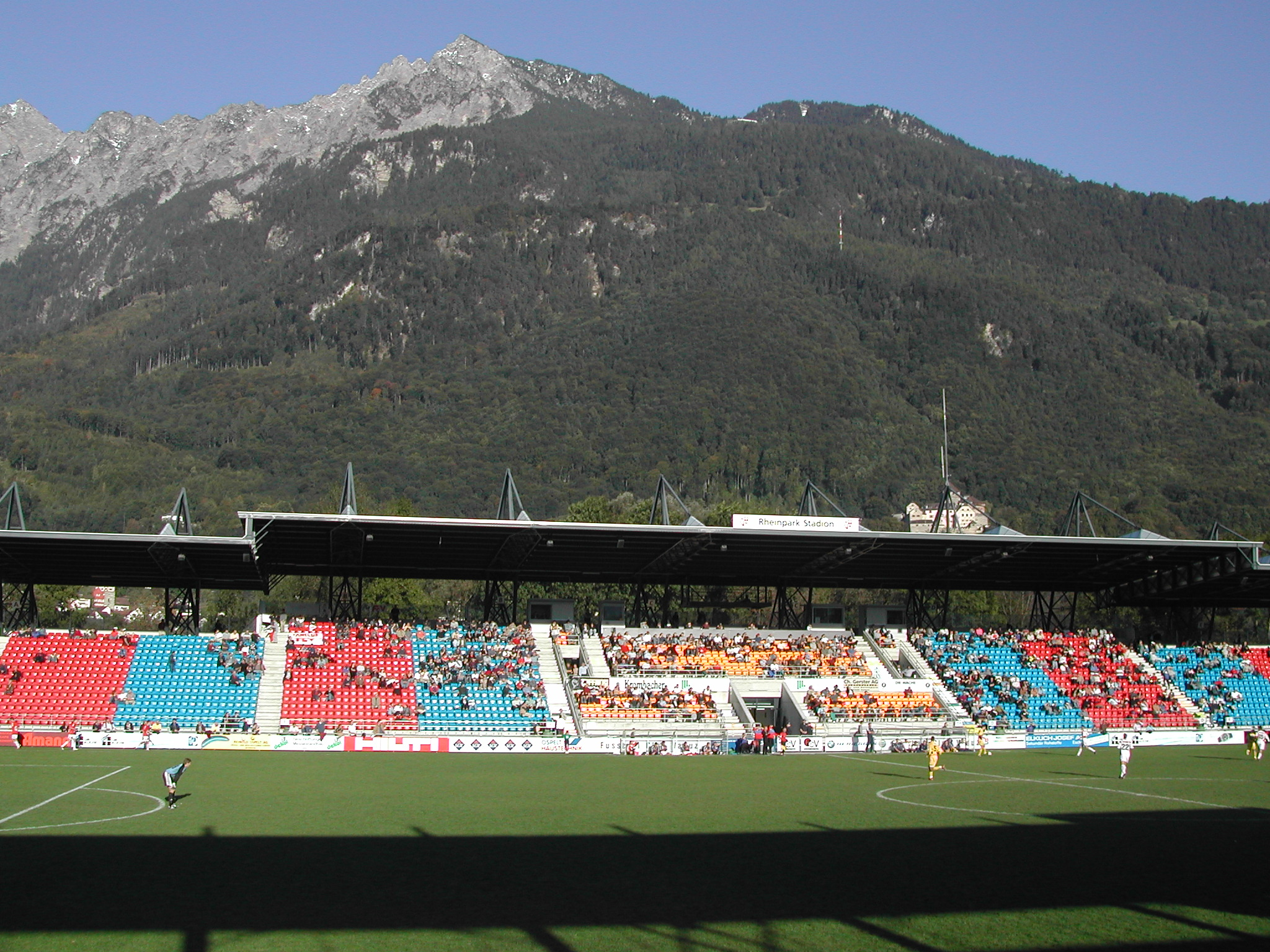
Stadion finałowy - Rheinpark Stadion

| 21 maja 2009 19:35 | FC Vaduz · Mark Rudan 39' · Benjamin Fischer 45' | 2:1(2:0) | USV Eschen/Mauren · 67'Naim Memeti | Rheinpark Stadion, Vaduz |
|                    |                                                  |          |                                    |                          |

Mistrz Liechtensteinu 2009 -
FC Vaduz – Trzydziesty ósmy tytuł